# Hooked on Classics
Hooked on Classics (с англ. — «Помешанные на классике»; досл. — «На крючке у классики») — студийный альбом Королевского филармонического оркестра (дирижёр — Луис Кларк), выпущенный в 1981 году на лейбле RCA Records, является первым в серии альбомов «Hooked on Classics». Каждый трек на альбоме представляет собой попурри из нескольких известных классических произведений на одну какую-либо тему.
Первым синглом с альбома была выпущена в октябре 1981 года композиция «Hooked On Classics», укороченная версия которого играла преимущественно на радио. Сингл стал крайне популярным, достигнув первого места в чартах Канады, Австрии и Германии. В Великобритании композиция добралась до второй позиции, а в хит-парадах США, Австралии, Новой Зеландии, ЮАР вошла в десятку лучших. Вторым синглом стала композиция «Hooked On A Can-Can».
В Германии и Австрии альбом выпускался под названием Classic Disco (в обеих странах альбом также добрался до вершины), в Италии — All Classics Non Stop, во Франции — Cocktail Classics.

## Список композиций
1. Hooked On Classics (Parts 1 & 2) — 5:06

  - Концерт для фортепиано с оркестром № 1 Си-бемоль минор, Op 23, 1-я часть / Чайковский
  - Полёт шмеля / Римский-Корсаков
  - Симфония № 40 Соль минор, 1-я часть / Моцарт
  - Рапсодия в стиле блюз / Гершвин
  - Сюита «Карелия», Op 11 - Интермеццо / Сибелиус
  - Симфония № 5 До минор, Op 67, 1-я часть / Бетховен
  - Токката Ре минор / И.С. Бах
  - Серенада № 13 Соль мажор — Маленькая ночная серенада, 1-я часть / Моцарт
  - Симфония № 9 Ре минор, Op 125, 4-я часть / Бетховен
  - Увертюра, Вильгельм Телль / Россини
  - Ария «Voi che sapete», Свадьба Фигаро / Моцарт
  - Увертюра, Ромео и Джульетта — Тема любви / Чайковский
  - Trumpet Voluntary / Кларк (название указано ошибочное; правильное — «Марш принца Датского», или «Prins Jørgens March»)
  - Хор «Аллилуйя», Мессия / Гендель
  - Концерт для фортепиано с оркестром Ля минор, Op 16, 1-я часть / Григ
  - Марш тореадоров, Кармен / Бизе
  - Увертюра «1812 год» / Чайковский
2. Hooked on Romance — 6:42

  - Сюита № 3 Ре мажор — Ария (известная как «Air on the G String») / И.С. Бах
  - Ave Maria / Шуберт
  - Любовные грёзы (Liebesträume) / Лист
  - Симфония № 9 Ре минор, Op 125, 3-я часть, Adagio molto e cantabile / Бетховен
  - Рапсодия на тему Паганини, Op 43, Вариация № 18, Andante cantabile (Ре-бемоль мажор) / Рахманинов
  - Соната для фортепиано № 14 До-диез минор (Лунная), Op 27/2, 1-я часть, Adagio sostenuto / Бетховен
  - Соната для фортепиано № 8 До минор (Патетическая), Op. 13, 2-я часть, Adagio cantabile / Бетховен
  - Концерт для кларнета с оркестром Ля мажор K. 622, 2-часть, Adagio / Моцарт
  - Ария «Ombra mai fu», Ксеркс (Largo) / Гендель
3. Hooked On Classics (Part 3) — 6:02

  - Марш Мендельсона (Сон в летнюю ночь) / Мендельсон
  - Марш Радецкого, Op 228 / И. Штраус-ст.
  - Токката из Органной симфонии № 5, Op 42/5 / Видор
  - Alla Hornpipe, Музыка на воде / Гендель
  - Юмореска № 7, Op 101/7 / Дворжак
  - Колыбельная / Брамс
  - Прибытие царицы Савской, Соломон / Гендель
  - Променад (Картинки с выставки) / Мусоргский
  - В пещере горного короля — Григ
  - Каприс № 24 / Паганини
  - Полёт валькирий / Вагнер
  - Увертюра «Фингалова пещера», Сюита «Гебриды» / Мендельсон
  - Военный марш / Шуберт
  - Полонез Ля мажор (Военный) / Шопен
  - Симфония № 4 Ля мажор (Итальянская), 1-я часть / Мендельсон
  - Увертюра, Легкая кавалерия / Зуппе
  - Фарандола, Сюита «Арлезианка» / Бизе
  - Largo (2-я часть Симфонии № 9 (Из Нового Света) / Дворжак
  - Прелюдия Акта № 3, Лоэнгрин / Вагнер
4. Hooked On Bach — 5:59

  - Ave Maria (Бах/Гуно)
  - Минуэт Соль мажор, BWV Anh. 114
  - Сюита № 2 Си минор — Шутка
  - Бранденбургский концерт № 3 Соль мажор, 1-я часть
  - Бранденбургский концерт № 2 Фа мажор, 1-я часть
  - Хорал «Erkenne Mich Mein Hüter»
  - Сюита № 2 Си минор — Бурре № 2
  - Сюита № 2 Си минор — Бурре № 1
  - Сюита № 3 Ре мажор — Гавот
  - Мюзет Ре мажор, BWV Anh. 126
  - Марш Ре мажор, BWV Anh. 122
  - Французская сюита № 5 Соль мажор — Гавот
  - Кантата «Wachet auf, Ruft uns die Stimme»
  - Ave Maria (Бах/Гуно)
5. Hooked On Tchaikovsky — 5:29

  - Итальянское каприччио, Op 45
  - Лебединое озеро
  - Танец пастушков (Щелкунчик)
  - Увертюра, Ромео и Джульетта
  - Симфония № 6 Си минор, Op 74, 1-я часть
  - Трепак (Русский танец, Щелкунчик)
  - Танец Феи Драже (Щелкунчик)
  - Марш (Щелкунчик)
  - Чай (Китайский танец, Щелкунчик)
  - Увертюра (Щелкунчик)
  - Концерт для фортепиано с оркестром № 1 Си-бемоль минор, Op 23, 1-я часть
  - Итальянское каприччио (финал)
6. Hooked On A Song — 5:11

  - Votre Toast (Кармен) / Бизе
  - Funiculì, Funiculà / Денца
  - Неаполитанская тарантелла / Россини
  - Половецкие пляски («Улетай на крыльях ветра») / Бородин
  - Танец часов, Джоконда / Понкьелли
  - Хабанера / Бизе
  - Неаполитанская серенада (O sole mio) / ди Капуа
  - Ария «Un bel di vedremo», Мадам Баттерфляй / Пуччини
  - Хор «Vedi! Le Fosche», Трубадур / Верди
  - Votre Toast / Бизе
7. Hooked On Mozart — 4:09

  - Соната для фортепиано № 11, K.331, 3ч «Rondo Alla Turca»
  - Соната для фортепиано № 16, До мажор «Легкая соната», 1ч, Allegro (1-я тема)
  - Серенада для струнных № 13, Соль мажор «Маленькая ночная серенада», K. 525, 2ч, Romanze-Andante
  - Концерт для фортепиано с оркестром № 21, До мажор, K. 467, 2ч. Andante
  - Соната для фортепиано № 16, До мажор «Sonata semplice», 1ч, Allegro (2-я тема)
  - Дивертисмент для двух валторн и струнного квартета «Музыкальная шутка», K. 522, 4ч, Presto
  - Свадьба Фигаро, K. 492, Ария «Non più andrai»
  - Свадьба Фигаро, K. 492, Увертюра
  - Серенада для струнных № 13, Соль мажор «Маленькая ночная серенада», K. 525, 4ч, Allegro
  - Волшебная флейта, K. 620, Увертюра
  - Концерт для валторны с оркестром № 4 Ми-бемоль мажор, K. 49, 3ч, Rondo
  - Симфония № 41 До мажор, K. 551 «Юпитер», 1ч, Allegro vivace
8. Hooked On Mendelssohn 4:25

  - Концерт для скрипки с оркестром Ми минор, Op 64, 3-я часть *Second Segment) Allegro molto vivace
  - Октет Ми-бемоль Мажор, Op 20, Скерцо
  - Концерт для скрипки с оркестром Ми минор, Op 64, 3-я часть *Second Segment) Allegro molto vivace — Реприза
9. Hooked On A Can-Can — 4:56

  - Канкан / Оффенбах
  - Полька «Гром и молнии» (Unter Donner und Blitz), Op 324 / И. Штраус-мл.
  - Венгерский танец № 5 / Брамс
  - Полька «Tritsch Tratsch», Op 214 / И. Штраус-мл.
  - Парижская жизнь / Оффенбах
  - Галоп, Танец Часов / Понкьелли
  - Чардаш / Монти
  - Парижская жизнь  / Оффенбах
  - Увертюра, Поэт и крестьянин / Зуппе
  - Канкан (реприза) / Оффенбах